# جکی بلابده
جکی بلابده (انگلیسی: Jacky Belabde؛ زادهٔ ۱۱ ژوئیهٔ ۱۹۶۰) بازیکن فوتبال اهل الجزایر است.
از باشگاه‌هایی که در آن بازی کرده‌است می‌توان به اشاره کرد.